# Snežana Paunović
Snežana Paunović, cyr. Снежана Пауновић (ur. 20 marca 1975 w Peciu) – serbska polityk, parlamentarzystka, od 2025 minister administracji publicznej i lokalnej.

## Życiorys
Z wykształcenia ekonomistka. W 1992 wstąpiła do Socjalistycznej Partii Serbii. Powoływana w skład zarządu i prezydium partii, w 2024 została jej wiceprzewodniczącą. Między 2006 a 2013 była powołaną przez serbski rząd koordynatorką w miejscowościach Djakowica i Dečani (znajdujących się na terytorium Kosowa). Pełniła obowiązki dyrektora przedsiębiorstwa farmaceutycznego w rodzinnej miejscowości, była też przewodniczącą rady nadzorczej portu lotniczego Belgrad.
W latach 2013–2014 po raz pierwszy sprawowała mandat deputowanej do Zgromadzenia Narodowego. Do serbskiego parlamentu powróciła w wyniku wyborów w 2016. Z powodzeniem ubiegała się o poselską reelekcję w kolejnych wyborach w 2020, 2022 i 2023. Obejmowała funkcję wiceprzewodniczącej Zgromadzenia Narodowego.
W kwietniu 2025 powołana na stanowisko ministra administracji publicznej i lokalnej w rządzie Đura Macuta.